# デジタルトランスフォーメーション
デジタルトランスフォーメーション（英: digital transformation）は、デジタルテクノロジーを使用して、ビジネスプロセス・文化・顧客体験を新たに創造（あるいは既存のそれを改良）して、変わり続けるビジネスや市場の要求を満たすプロセスである。デジタル変革やDXともいう。

## 定義など

### エリック・ストルターマンの用法・定義
「デジタルトランスフォーメーション digital transformation」という言葉は、2004年にウメオ大学のエリック・ストルターマンが論文 "Information Technology and the Good Life."の中で提唱した。ストルターマンは「情報技術の浸透が、人々の生活をあらゆる面でより良い方向に変化させること」と定義し、下記の特徴を提示している。
- デジタルトランスフォーメーションにより、情報技術と現実が徐々に融合して結びついていく変化が起こる。
- デジタルオブジェクトが物理的現実の基本的な素材になる。例えば、設計されたオブジェクトが、人間が自分の環境や行動の変化についてネットワークを介して知らせる能力を持つ。
- 固有の課題として、今日の情報システム研究者が、より本質的な情報技術研究のためのアプローチ、方法、技術を開発する必要がある。

なお、ストルターマンの提唱する概念を示した論文は「本論文は、よりよい生活のために技術を批判的に調べることができる研究の出発点として、適切な研究ポジションを確立する試みである」とあることから、研究へのアプローチ法・方法論を述べた内容となっている。
2022年、ストルターマンは、日本の組織、文化、DXの進捗を鑑み、社会、公共、民間の3つの観点で、デジタルトランスフォーメーションの定義を自身のブログ等で再提示した。新しい定義は、株式会社デジタルトランスフォーメーション研究所と協働の上、策定および翻訳されている。

### IDC Japan社による定義
2016年（平成28年）にIT専門調査会社のIDC Japanは、デジタルトランスフォーメーションを定義している。
また、ITプラットフォームの概念を用いて説明している。
- 第1プラットフォーム：メインフレーム/端末システム
- 第2プラットフォーム：クライアント/サーバーシステム
- 第3プラットフォーム：クラウド・ビッグデータ/アナリティクス・ソーシャル技術・モビリティー

そして、これに投資することは2017年以降5年間のIT市場における成長の大部分を占め、ITサプライヤーの優先事項になると予測している。
なお、この定義は経済産業省のDX推進のためのガイドラインでも引用されている。

### ガートナー社による定義
アメリカのガートナー社は「デジタルビジネス」という概念を用いる。
ガートナー社によれば、企業内のIT利用は三段階ある。
1. 業務プロセスの変革
2. ビジネスと企業、人を結び付けて統合する
3. 仮想と物理の世界を融合して人・モノ・ビジネスが直接つながり、顧客との関係が瞬時に変化していく状態が当たり前となる

ガートナーはこの第３段階の状態をデジタルビジネスと呼び、「仮想世界と物理的世界が融合され、モノのインターネット（IoT）を通じてプロセスや業界の動きを変革する新しいビジネスデザイン」と定義している。
また、このデジタルビジネスへの改革プロセスを「デジタルビジネストランスフォーメーション」と定義している。

### 経済産業省による定義
日本の経済産業省は、2020年11月9日に策定した「デジタルガバナンス・コード2.0」において、DXを以下のように定義している。

## 広義の解釈と類語
ビジネス用語して用いられるデジタルフォーメーションは多義的であり、さまざまな類語と混同される。下記には広義のデジタルトランスフォーメーションの解釈として内包される概念と類語を記載する。なお狭義のデジタルトランスフォーメーションは文脈によってはこれらの類語すべてと区別される。

### デジタルシフト
デジタルシフトとは、「デジタル化が進むグローバル社会においてあらゆる企業活動（経営、マーケティング、人材採用・教育、生産活動、財務活動など。およびビジネスモデルそのもの）において本質的なデジタル対応をすること」と定義される。デジタルトランスフォーメーションと比較するとデジタルシフトはより狭義であり、個々のサービスや業務におけるデジタル化を指す。対してデジタルトランスフォーメーションはデジタル技術による社会全体や企業全体のビジネスモデルの改革・変革を指すことが多い。

### デジタル化
後述する情報のデジタイゼーションを参照。
情報をアナログからデジタルへ変換することはDXを推進する段階のうちの１つであり、デジタル化そのものがデジタルトランスフォーメーションではない。

### デジタライゼーション
後述する産業や組織のデジタライゼーションを参照。
デジタル化（デジタイゼーション）とも混同されるが、デジタライゼーションはプロセスやワークフローに焦点を当てた変革を指すことが多い。

### デジタルディスラプション
デジタルディスラプションとはデジタル技術の破壊的イノベーションで生まれた新しい製品・サービスによって、旧来の製品・サービスが廃れることを指す。DXが成されるとディスラプションも起きるとされる
。

## 段階

### 第1段階: 情報のデジタイゼーション
政治、ビジネス、貿易、業界、メディアの言説では、デジタイゼーション（デジタル化）は「アナログ情報をデジタル形式に変換する」という「技術的プロセス」と定義される。電気工学では、古くから使われているデジタライゼーションという用語も同様の意味で、この意味でまだ使われている。多くの場合、アナログデジタルコンバータと呼ばれる電子デバイスは、例えば画像スキャナや音のサンプリング(例えば音楽サンプリング)や測定データのサンプリングに利用される。この用語は、ペンタブレットを使用したイラストなど、手動での情報デジタル化を指す場合もある。デジタル化は、信号、画像、音、物体を表現する一連の数字を生成することとして技術的に説明され、離散値として表現され、2進数で表現される。例えば、デジタル化は、1970年代から通信ネットワークに導入され、通話音質、応答時間、ネットワーク容量、費用対効果、持続可能性を向上させる観点から導入された。

### 第2段階: 産業や組織のデジタライゼーション
デジタイゼーションとは異なり、デジタライゼーションは、産業、組織、市場などの中で技術的に誘発されて「組織プロセス」または「ビジネスプロセス」が変化することである。製造業のデジタライゼーションにより、モノのインターネット、産業用インターネット、インダストリー4.0、マシンツーマシンの通信、人工知能、マシンビジョンなど、今日の新しい生産プロセスや現象の多くが可能となった。ビジネスや組織のデジタライゼーションは、新しいビジネスモデル(フリーミアムなど)、新しい電子政府サービス、電子決済、オフィスオートメーション、ペーパーレスな事務プロセスを、スマートフォン、ウェブアプリケーション、クラウドサービス、電子認証、ブロックチェーン、電子契約、暗号通貨、ビッグデータを使用したビジネスインテリジェンスなどの技術を使用して生み出した。教育のデジタライゼーションは、eラーニングとMOOC（Massive open online course）コースを生み出した。
デジタライゼーションを取り巻く学術的議論は、現象の明確な定義がないために課題となっていた。デジタライゼーションは、デジタル技術とデータを活用するために、よりITの使用を多くする意味だと一般的には誤解されていた。しかし、この初期の定義は、今日では上記の定義に大きく置き換えられた。

### 第3段階: 社会のデジタルトランスフォーメーション
最後に、デジタルトランスフォーメーションは「デジタライゼーションの社会全体への影響」と説明される。デジタイゼーションはデジタライゼーションのプロセスを可能にし、既存のビジネスモデル、消費パターン、社会経済構造、法律・政策施策、組織パターン、文化的障壁、社会そのもののデジタル性を変革し、変化させる機会をもたらす。
デジタイゼーション(技術的な変換)、デジタライゼーション(ビジネスプロセス)、デジタルトランスフォーメーション(影響)は、既存の継続的な社会の変化のグローバルなプロセスを加速させることになる。

## 事例
ここでは書籍に関する事例を取り上げる。
1. デジタイゼーション：業務のデジタル化と効率 — 紙の漫画の編集作業をクラウド上で編集、保存することで、編集者がどこにいても仕事ができるようになる。またデジタル化された原稿は、保管倉庫を必要とせず、紛失リスクもない。データが必要となった際に、簡単な検索で過去のデータを取り出せるようになる。
2. デジタライゼーション：ビジネスの変革 — デジタル化した漫画を電子書籍として販売する。自社で電子書籍ストアを展開することで、書店に加えて新しい販売チャネルを展開することで売上が向上。
3. デジタルトランスフォーメーション：ビジネスの変革を推し進め、企業風土自体を変革する — 電子書籍用に蓄積されたデータとデジタル技術を活用して、リアル書籍を１冊から印刷できるオンデマンド印刷の仕組みを構築。流通業者を挟むことなく、出版社に直接廃盤になった書籍を発注することが可能にする。また蓄積された販売データを活用して、リアル書籍の需要を予測、返本率の低下を実現する。[22]

## 課題
ビジネス創出できないPoC（概念実証）を繰り返すなど、ある程度の投資は行われるものの、実際のビジネス変革には繋がっていない多くの企業の現状がある。
既存システムのブラックボックス化これまでの既存システムが老朽化・複雑化・ブラックボックス化する中では、新しいデジタル技術を導入したとしても、データの利活用・連携が限定的であるため、その効果も限定的となってしまうといった問題がある。また、既存システムを放置した場合、今後ますます維持・保守コストが高騰する（技術的負債の増大）とともに、既存システムを維持し保守できる人材が枯渇し、セキュリティ上のリスクが高まる。
スキルの獲得デジタルトランスフォーメーションでの課題として最も多く挙がったのが、「適切な技術スキルの獲得」だった。自社の社員をスキルアップできない理由として幹部があげたものとしては、「時間不足」「トレーニングのための構造がない」「組織に知識がない」が上位の3つだった。デジタルトランスフォーメーションの取得の手段として越境転職が増加の傾向にある。
外部との協力非IT企業や自治体にとっては、そもそもデジタルに抵抗があり、紙での業務処理を行っている場合やSIerに丸投げしていた組織は少なくない。そのため、上流工程が正確にベンダーに出すことが難しい場合もある。これはITは非IT企業にとっては本業ではなくコスト部門であったからである。オープンイノベーションによる、非IT業種とIT企業の協力によって実現を図る場合も多い。

## 背景

### ITプラットフォーム基盤の変化
ガートナー社は2011年の講演において、「クラウド・情報・ソーシャル・モバイルの４つのプラットフォームが独立の進化を遂げつつ、数年の調査でこれらが収束しており、既存のアーキテクチャが時代遅れになっている」と警告している。これを2012年に「Nexus of Forces（力の結節）」としてまとめ、新しいIT基盤として提唱した。
同様の概念はIDC社の第3のプラットフォーム「クラウド、ビッグデータ/アナリティクス、ソーシャル技術、モビリティー」
やIBM社のSMAC「Social、Mobile、Analytics、Cloud」にも挙げられる。
これらのIT基盤の活用により市場の優位性を獲得する一環として、デジタルトランスフォーメーションが注目されることとなった。

### 法律の整備
日本では、2005年（平成17年）4月1日に施行された「e-文書法」によって、紙での保存が義務付けられていた文書（証券取引法や商法、法人税法など）をデジタル化したデータで保存することが容認された。また、1998年（平成10年）7月1日に制定された電子帳簿保存法では、国税庁が管轄する所得税や法人税といった税に関する法令関連の書類や帳簿を、デジタル化したデータで保存することが容認されている。同法律は2005年にe-文書法の施行に伴い、それまで認められなかった紙文書のスキャナ保存を容認した（スキャナ保存制度）。2015年（平成27年）から、電子署名と金額制限の廃止、翌2016年（平成28年）にはスマートフォンやデジタルカメラなどで撮影した領収書も電子保存可能とするなど、規制緩和が行われた。

## 日本政府におけるDX施策
2000年（平成12年）、日本政府は日本型IT社会の実現を目指すe-Japan構想を打ち立て、内閣に高度情報通信ネットワーク社会推進戦略本部（IT総合戦略本部）が設置され主にインフラ整備とIT利活用、およびデータ利活用とデジタル・ガバメントを推進する。
同年にIT基本戦略をとりまとめ、高度情報通信ネットワーク社会形成基本法（IT基本法）を成立させる。
2018年（平成30年）、日本のIT投資が米国と比較し進んでいない課題をDX推進により解消することを目的として経済産業省がデジタルトランスフォーメーションに向けた研究会を発足し、「DXレポート～ITシステム「2025年の崖」の克服とDXの本格的な展開～」を公表。さらにDX推進のためのガイドラインや翌年2019年にはIPAと連携しデジタル経営改革のための評価指標（DX推進指標）を公表し、日本企業のデジタルトランスフォーメーションを推進する。
2020年（令和2年）、COVID-19により、国・地方公共団体や社会におけるデジタル化の遅れや人材不足、不十分なシステム
連携に伴う非効率さが明らかとなった状況を踏まえ、菅義偉首相はデジタル庁を創設することを柱としたデジタル改革の方針となる「デジタル社会の実現に向けた改革の基本方針」を閣議決定し、翌年2021年にはのIT総合戦略本部が廃止され、デジタル戦略は新設されたデジタル社会推進会議およびデジタル庁が担うという体制となった。
2024年（令和6年）1月30日には、衆院議院運営委員会が国会のDXに向けた与野党各会派による検討会の初会合を開いており、会合後に山口俊一委員長は「参院では請願文書や委員会報告書をペーパーレス化している。これは直ちにやりたい」と述べた。

## 自治体におけるDX
地方自治体におけるデジタルトランスフォーメーション（自治体DX）とは、単なる業務の電子化に留まらず、デジタル技術とデータを活用して行政サービス、組織構造、業務プロセスを根本的に変革し、住民の利便性向上と行政運営の持続可能性を確保する戦略的取り組みである。自治体DXの推進は、少子高齢化と労働人口減少による「2040年問題」への対応として国家的な生存戦略と位置付けられており、総務省策定の「自治体DX推進計画」に基づき、情報システムの標準化・共通化、マイナンバーカードの普及促進、行政手続きのオンライン化、AI・RPAの利用推進など、多層的な支援策が講じられている。

## 方法論

### DX推進システムガイドライン
2018年（平成30年）、経済産業省のデジタルトランスフォーメーションに向けた研究会が策定したDX推進のためのガイドラインである。正式名称は「DXを推進するための新たなデジタル技術の活用とレガシーシステム刷新に関するガイドライン」。DXの失敗の典型パターンから、DXを実現すべくITシステムを構築していく上でのアプローチや必要なアクションを示す。

1. DX の位置づけ
  1. 経営戦略とDXの関係
  2. 事業のビジネス・モデルや価値創出の具体化
  3. 戦略方針について社内組織との共有
  4. スピーディーな対応を可能とする変革

2. 体制・仕組み
  1. ITシステムの基本構想の検討体制
  2. 経営トップのコミットメント
  3. 新たなデジタル技術活用におけるマインドセット
  4. 事業部門のオーナーシップ
  5. ユーザ企業自らの選択・判断能力
  6. ユーザ企業自らの要件定義能力
  7. 評価・ガバナンスの仕組み

3. 実行プロセス
  1. 情報資産の分析・評価
  2. 情報資産の仕分けと移行プランニング
  3. レガシー刷新後のシステム： 変化への追従力
  4. 経営者自らによるプロジェクト管理
  5. DXの取組の継続

### ContinuousNext戦略
2018年11月、ガートナージャパン株式会社は、「ContinuousNext」のアプローチを取り入れることを提唱。
CIO（最高情報責任者）が取り組むべきこととして以下の5項目を挙げている。

1. プライバシー - プライバシー管理プログラムを担当する責任者を配置し、セキュリティ侵害を速やかに検知・報告し、個人が自身のデータをコントロールできるようにする。
2. 拡張知能 - 高度なAIに基づくシステム、プロセス、ロボティクスと 協働することで、従業員はより大きな影響力を発揮できること。
3. 組織文化 ‐ CIOの46%は、組織文化がデジタル・ビジネスの潜在力の実現を阻む最大の障壁。ただし組織文化の変革を大規模な取り組みとして実施する必要はなく、また改革は必ずしも難しいものではない。
4. プロダクト管理 - ガートナーの2019年CIOアジェンダ・サーベイにおいて、先進企業がプロジェクト中心ではなくプロダクト中心のデリバリを実践している可能性は、ほかの企業に比べて2倍高いことが明らかになっ ている。
5. デジタル・ツイン  - デジタル・ツインは、多くの場合、センサやコンピュータ・モデリングを介してジェット・エンジンや風力タービンなどの物理的なモノを管理するために使用されている。

デジタルへの移行は官民問わず既存の運営モデルを破壊しつつある。新しいモデルは、組織にとっても価値あるものとなり、変化に適応できる体制が求められている。

### 課題
2020年（令和2年）12月28日に経産省が発表した「デジタルトランスフォーメーションの加速に向けた研究会の中間報告書」によれば「約500社におけるDX推進への取組状況を分析した結果、実に全体の９割以上の企業がDXにまったく取り組めていない（DX未着手企業）レベルか、散発的な実施に留まっている（DX途上企業）状況であることが明らかになった。」と報告され、「我が国企業全体におけるDXへの取組は全く不十分なレベルにあると認識せざるを得ない。」と評価されている。
また、この結果はDXの概念が企業に正しく理解されていないことが一因とされている。

## DX事例

### IT企業のDX事例
IT企業がDXに取り組む例では、既存のビジネスモデルの延長線上とも考えられる。一方で、新規的なサービスに繋げることも取り組んでいる。
- 富士通 富士通自身を変革する全社DXプロジェクト「フジトラ」[44]

### 非IT企業、自治体のDX事例
非IT企業がDXに取り組む例では、全く新しいビジネスモデルや新規的なサービスにつながりやすい。
- 大阪府四條畷市がPro-Sign見積機能の実証実験を開始　～予算要求の為の見積徴取業務をクラウド上で効率化～[45]

#### 製造業
センサーやネット接続機能を持つコネクトテッドカーやスマート家電からセンシングしたデータをWEBサービスと組み合わせたりすることで新しい分野が生まれそれを新規事業として活用する動きが生まれている。

#### 流通業
「モノ売り」から「コト売り」に転換できるかが重要であり流通から販売までインターネットサービスに転換できるかが課題となっている。
物流DXは、ロジスティクスデジタルトランスフォーメーションとも呼ばれ、機械化・自動化を通じて物流のこれまでのあり方を変革する。そのひとつにフィジカルインターネットがあり、物流の効率化が期待されている。

#### 先進的な会社
コマツが建設現場のデジタル化を進めることやタクシーのDXでは日本交通などが独自のアプリ開発などをしている。
経済産業省と東京証券取引所はDX先進企業としてDX銘柄を選定している。DXを進める中で、ユーザー企業の超上流工程の重要性が増しており、外部のベンダーに丸投げではなく開発するソフトウェアを企画し管理できるVMO（ベンダーマネジメントオフィス)の重要性が増している。
DeNAと日産自動車が協力し自動運転を開発したり、自治体においては神奈川県がデジタル化に「情報統括責任者」や「データ統括責任者」の役職を設けるなどの例がある。
先進的な取り組みをしている企業の中では「IT勉強会」をオンラインで非IT企業が行っている例もある。また、トヨタ自動車とNTTの共同開発など、オープンイノベーションの手法が用いられることが多い。
また、非IT企業がデジタルトランスフォーメーションの知識（ノウハウ）を得るために他業界から人を中途採用することもあり、これを越境転職とよぶ。

#### 日本の大学
文部科学省は、2021年（令和3年）に「デジタルを活用した大学・高専教育高度化プラン」の公募を実施し、国立大学24件、公立大学5件、私立大学24件、国立高専1件の54件の事業を採択した。また文部科学省は教育分野だけでなく研究分野においても「研究DX」の実現に向けた課題を「文部科学省におけるデジタル化推進プラン」で掲げている。